# Ambassade van Suriname in België
De ambassade van Suriname in België staat aan de Franklin Rooseveltlaan 200 in Brussel.
De ambassade werd begin oktober 1976 geopend. Robert Ferrier was de eerste ambassadeur in België en was dat ook vanaf het begin bij de Europese Gemeenschap in Brussel. In zijn hoedanigheid van directeur van het Surinaamse ministerie van Economische Zaken  was hij in 1962 ook al lid van de permanente Nederlandse delegatie bij de EEG.
De Belgische ambassade voor Suriname is gevestigd in Kingston, Jamaica. België heeft wel een ereconsulaat in Suriname.

## Ambassadeurs
De volgende lijst is niet compleet:
| Ambassadeur         | start        | vertrek | opmerking |
| ------------------- | ------------ | ------- | --------- |
| Robert Ferrier      | oktober 1976 | 1980    |           |
| Carlo Lamur         | 1981         | 1982    |           |
| Donald Mc Leod      | 1983         | 1984    |           |
| Ronald Kensmil      | 1984         | 1986    |           |
| Frank Leeflang      | 1986         | 1988    |           |
| Donald Mc Leod      | 1989         | 1993    |           |
| Ewald Leeflang      | 1994         | 1996    |           |
| Gerard Hiwat        | 2001         | 2010    |           |
| Wilfred Christopher | 2011         | 2015    |           |
| Sieglien Burleson   | 2018         | 2021    |           |
| Gilbêrt van Lierop  | 2022         |         |           |